# Суперечка щодо назви Македонії

Країни/організації,
що вживали назву "Колишня югославська республіка Македонія" в усіх офіційних документах;
що вживали назву "Республіка Македонія" в двосторонніх відносинах;
чия позиція в суперечці невідома;
які не мають дипломатичних відносин із Республікою Македонія.

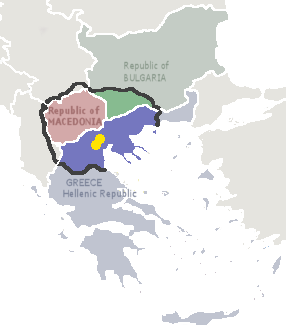
Межі історичної області Македонії
Македонія в Греції (сучасні регіони: Західна Македонія, Центральна Македонія та Східна Македонія та Фракія)
Північна Македонія
Благоєвградська область в Болгарії
центр Стародавньої Македонії

Суперечка щодо назви Македонії (грец. Μακεδονικό ονοματολογικό ζήτημα, мак. Спор за името помеѓу Македонија и Грција) — це політичний диспут щодо вживання терміна «Македонія», який виник між Грецією та Республікою Македонія (тепер Північна Македонія), колишньою союзною республікою Югославії. Суперечка виросла з багатостороннього конфлікту за Македонію початку 20 століття, який став однією з причин Балканських війн. Конфлікт набув нового загострення після розвалу Югославії і утворення незалежної Республіки Македонія в 1991 році.
12 червня 2018 грецький прем'єр-міністр Алексіс Ціпрас та його македонський колега Зоран Заєв досягли угоди, за якою було визначено компромісну назву «Республіка Північна Македонія». 30 вересня того ж року в Македонії відбувся референдум, на якому більшість погодилася на зміну назви. Угода вступила набула чинності 12 лютого 2019 року.

## Причини
Суть суперечки виникає з багатозначності терміна «Македонія», що позначає одночасно і згадану вище пост'югославську республіку, і сусідній до неї регіон Греції, і давньогрецьке царство (що займало в основному грецьку частину Македонії). З огляду на історичні та політичні аспекти, сучасна Греція заперечувала вживання терміна «Македонія» на позначення Республіки Македонія без географічного означення (такого як «Північна Македонія»). А оскільки мільйони греків ідентифікують себе як «македонці» без прив'язки до слов'янського народу, який є основним населенням Республіки Македонія, Греція також заперечувала вживання термінів «македонці» і «македонська» щодо слов'янського народу та його мови. Греція звинуватила Республіку Македонію в привласненні символів та осіб, які історично вважаються частиною грецької культури (такі як вергінська зірка та Александр Македонський), а також у пропагуванні концепції Великої Македонії, яка передбачає територіальні претензії до Греції, Болгарії, Албанії та Сербії.

## Хронологія
1993 року Македонію прийняли в ООН. На вимогу Греції при цьому застосували тимчасову назву «Колишня Югославська Республіка Македонія» (КЮРМ).
Суперечка загострилася, через що в неї втрутилися міжнародні посередники. 1995 року дві країни формалізували двосторонні відносини та взяли на себе зобов'язання почати переговори щодо розв'язання проблеми, під егідою ООН. Поки питання не вирішили, міжнародні організації (а також країни, що не визнають перекладу конституційної назви Республіки Македонія) вживали тимчасову назву «Колишня Югославська Республіка Македонія» (англ. the former Yugoslav Republic of Macedonia, FYROM). ООН погодилася прийняти будь-яку угоду щодо нової назви, яка стане наслідком переговорів між двома країнами.
Конфлікт тривалий час блокував вступ Македонії до НАТО.
12 червня 2018 року прем'єр міністр Греції Алексіс Ціпрас та прем'єр-міністр Македонії Зоран Заєв досягли угоди про те, що Республіку Македонія можна перейменувати у «Республіку Північна Македонія». Це рішення мали схвалити парламенти обох країн.
30 вересня 2018 року в Республіці Македонії відбувся референдум, на який було винесено одне питання:
- «Чи схвалюєте ви членство в Європейському Союзі та НАТО, прийнявши угоду між Республікою Македонія та Грецькою республікою?»

У референдумі взяли участь близько 37 % зареєстрованих виборців, 94 % з яких ствердно відповіли на це питання.
11 січня 2019 року національний парламент Республіки Македонія ухвалив нову назву країни: Республіка Північна Македонія. За це проголосувала Конституційна більшість, 81 зі 120 депутатів парламенту.
25 січня 2019 року парламент Греції ратифікував угоду про зміну назви Македонії на Республіку Північна Македонія[джерело?].
Республіка Македонія почала здійснення практичних заходів щодо зміни назви на Республіку Північна Македонія (зміна вивісок, документації та ін.)
6 лютого 2019 року посли країн-членів НАТО підписали Протокол про приєднання Македонії до Альянсу. Його має ратифікувати кожна країна-член блоку.
Парламент Греції ратифікував Протокол про вступ Північної Македонії в НАТО 8 лютого 2019 року. «За» проголосували 153 депутати, «проти» були 140.